# Vlag van Nouvelle-Aquitaine

Vlag van Nouvelle-Aquitaine

De vlag van Nouvelle-Aquitaine is een banier van het wapen van deze regio.
In 2016, kort na de oprichting van de regio, nam de regionale raad een wapen aan en tegelijkertijd het logo, waarop de vlag hiernaast is geïnspireerd. De vlag maakt net als het wapenschild deel uit van het protocol. Het wapen van Nouvelle-Aquitaine is geïnspireerd op de rode leeuw van de hertogen van Gascogne en Guyenne, die dateerde van voor Richard I Leeuwenhart en die de inspiratie vormde voor het wapen van de provincie Guyenne, toen de koningen van Frankrijk.
Het wapen met de rode leeuw op een witte achtergrond werd vanaf de 11e eeuw in de hele regio Neo-Aquitaine gebruikt. Sommige steden zoals Poitiers, Châtellerault, Espelette en Ustaritz tonen deze rode leeuw nog steeds in hun wapenschild. Blauwe golven staan voor Aquitania, Latijn voor "land van water".
Naast deze vlag is er een logovlag in gebruik.

Logovlag
Logovlag (variant 1)
Logovlag (variant 2)